# Samuel (postać biblijna)
Samuel prorok, hebr. שְׁמוּאֵל <Bóg wysłuchał>, cs. Prorok Samuił (ur. w Ramie, zm. przed ok. 1007 p.n.e.) – postać biblijna z XI wieku p.n.e. opisywana w 1 Księdze Samuela, prorok sprawujący również funkcje kapłańskie, ostatni z sędziów starożytnego Izraela, święty Kościoła katolickiego, prawosławnego, wspominany przez Apostolski Kościół Ormiański i Koptyjski Kościół Ortodoksyjny. Jego przypuszczalny grób znajduje się w wiosce Nabi Samwil w Palestynie.

## Żywot
Samuel urodził się w mieście Rama, jako pierworodny syn w cudowny sposób wyleczonej z bezpłodności Anny, żony Elkany. W okresie jego sędziowania Izraelici odnieśli zwycięstwa nad Filistynami, odzyskując przejęte przez nich ziemie. Choć był przeciwnikiem powstania monarchii w Izraelu, przyczynił się do jej ukształtowania namaszczając dwóch królów: Saula i Dawida. Tradycja żydowska i chrześcijańska przypisywała mu autorstwo Księgi Sędziów, Księgi Rut i części 1 Księgi Samuela.

### Młodość
Początki życia Samuela przypadają na burzliwy okres sędziów. Ojciec Samuela, Elkana (nazywany Efratytą, gdyż pochodził z gór Efraim, jednak należał do pokolenia Lewiego – por. 1 Krn 6,27) miał dwie żony – Annę i Peninnę. Bardziej kochał Annę, która była jednak bezdzietna. Uczyniła ona Bogu ślub, że jeśli da jej syna, poświęci go Jahwe. Żarliwa modlitwa Anny została wysłuchana, a Anna nadała nowo narodzonemu dziecku imię „Samuel” – „Bóg wysłuchał”. Gdy Anna przestała karmić swego syna piersią, oddała go w wychowanie arcykapłanowi Helemu w Szilo, by odtąd był sługą Pana.
Gdy Samuel był jeszcze młody, Pan wezwał Samuela. Ten jednak nie znał głosu Bożego i uznał, że woła go Heli. Gdy sytuacja powtórzyła się trzeci raz, Heli zrozumiał, że to sam Bóg woła Samuela i nakazał odpowiedzieć na kolejne wezwanie Mów, Panie, bo sługa Twój słucha. Bóg objawił się Samuelowi i przepowiedział mu zagładę rodu Helego z powodu niegodziwości jego synów, Chofniego i Pinchasa. Z tego powodu młody prorok bał się ujawnić treść widzenia, jednak uczynił to na wyraźne polecenie Helego, który przyjął wyrok Pana z pokorą. Wkrótce potem Chofni i Pinchas zginęli w bitwie z Filistynami, a Heli zmarł po usłyszeniu wiadomości o tym oraz o utracie Arki Przymierza.

### Samuel jako sędzia
Następnie relacja biblijna przenosi się o 20 lat. Samuel, już dojrzały mężczyzna, nawoływał Izrael do nawrócenia i odrzucenia bałwochwalczego kultu innych bogów. Naród wysłuchał Samuela i zgromadził się w Mispa w celu dokonania obrzędu pokutnego. Dowiedzieli się o tym Filistyni i wyruszyli do walki z Izraelem, jednak ponieśli klęskę. Na cześć zwycięstwa Samuel postawił pomnik zwany Eben-Haezer. Ataki Filistynów na Izrael ustały na pewien czas, a Izraelici odzyskali zdobyte przez najeźdźców miasta, a nawet zdobyli część ziem filistyńskich, które wcześniej nie należały do Izraela. Zakończyły się również konflikty z Amorytami.
Samuel sądził lud w Betel, Gilgal i Mispa, jednak jego główną siedzibą było Rama, gdzie postawił ołtarz Bogu.

### Ustanowienie monarchii
Gdy Samuel się zestarzał, ustanowił sędziami swoich synów, Joela i Abiasza. Sprawowali oni sądy w Beer-Szebie. W przeciwieństwie do swego ojca byli oni jednak przekupni, więc Izraelici wezwali Samuela do ustanowienia króla w Izraelu, wzorem innych narodów.
Samuel nie był zadowolony z wezwania Izraelitów. Był zwolennikiem idei teokratycznej, według której jedynym królem Izraela miał być Bóg Jahwe. Jednak Pan polecił Samuelowi wysłuchanie prośby ludu, równocześnie ostrzegając go o konsekwencjach ich decyzji.
Na króla namaszczony został Saul, syn Kisza, z pokolenia Beniamina. Był to mężczyzna wysoki, silny i urodziwy. Przybył on do Samuela w poszukiwaniu swych oślic. Wybór Saula na króla został potwierdzony przez losowanie, na zebranym przez Samuela zgromadzeniu w Mispa.
Po tym jak Saul umocnił swoją władzę, Samuel zrzekł się swojego urzędu. Jego służba została oceniona przez Izraelitów pozytywnie. Synowie nie rościli sobie praw do następstwa. W pożegnalnym przemówieniu, Samuel przypomniał narodowi jego dzieje, w tym odstępstwa od Pana. Odwołał się do idei teokratycznej, nazywając królem Boga Jahwe. Zapowiedział ludowi powodzenie w przypadku wierności Bogu, grożąc jednocześnie nieszczęściem w przypadku odstępstwa. Obiecał jednocześnie, że aż do swej śmierci będzie modlił się za swój lud.

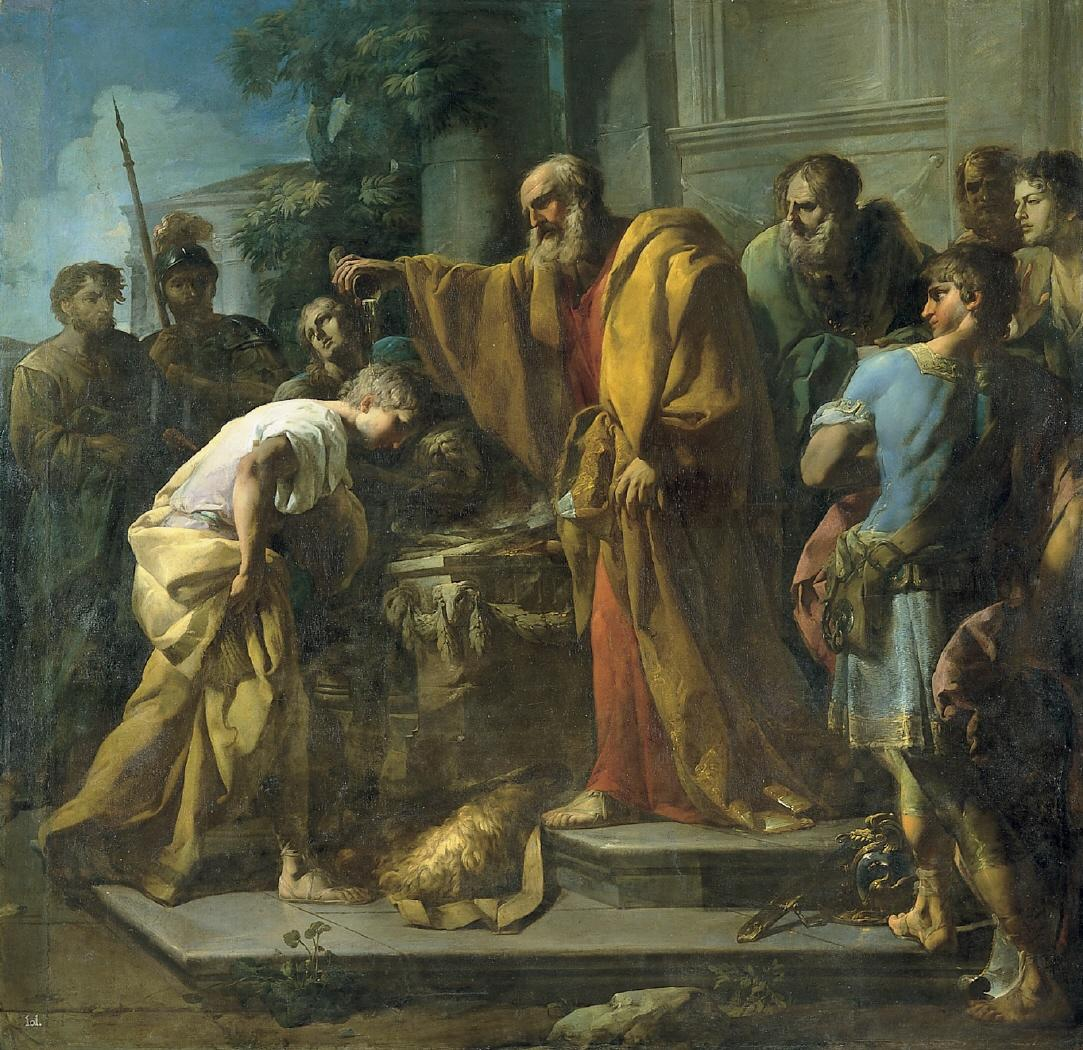
Samuel namaszcza Dawida syna Jessego na przyszłego króla Izraela, obraz Antonia Gonzáleza Velázqueza, XVIII wiek

### Samuel i Dawid
Wkrótce zaczął rysować się konflikt pomiędzy Samuelem a Saulem. Król nadużył swojej pozycji, składając ofiarę Panu, co spotkało się ze sprzeciwem Samuela. Po jakimś czasie Samuel obwieścił Saulowi polecenie Pana, by wszcząć świętą wojnę przeciwko Amalekitom. Saul wyruszył do walki, jednak wbrew poleceniu Pana oszczędził najlepsze sztuki amalekickiego bydła i trzody oraz pozostawił przy życiu króla Agaga. Samuel ogłosił Saulowi odrzucenie go przez Pana oraz zapowiedział objęcie władzy przez kogoś innego. Następnie sam uśmiercił Agaga. Odtąd Samuel nie miał już nigdy ujrzeć Saula.
Na nowego króla Bóg polecił Samuelowi namaścić Dawida, najmłodszego syna Jessego, pasterza. Dawid został sługą Saula, jednak po pewnym czasie popadł w niełaskę i musiał uciekać. Przybył do Rama, gdzie opowiedział swą sytuację Samuelowi. Następnie wraz z prorokiem udał się do Najot, gdzie zamieszkali. Saul dowiedział się o miejscu przebywania Dawida, jednak Duch Pana uniemożliwił pojmanie Dawida.
Dawid udał się na tułaczkę. Tymczasem Samuel umarł. Izraelici pochowali go w Rama wśród powszechnej żałoby – nie doczekał czasu, gdy Dawid objął rządy w Izraelu.

### Duch Samuela
Relacja o Samuelu nie kończy się jednak w chwili jego śmierci. Duch Samuela miał ukazać się Saulowi w Endor, przepowiadając jego klęskę pod Gilboa. Jest to jeden z najbardziej tajemniczych fragmentów Biblii, różnie interpretowany. Pojawiają się nawet opinie, że Samuel upozorował swoją śmierć i żywy ukazał się Saulowi.

## Miejsce pochówku
Prorok Samuel pochowany został w swoim domu w Rama. W roku 406 jego relikwie zostały przeniesione do Konstantynopola.

### Ikonografia
W ikonografii święty Samuel przedstawiany jest w dwóch różnych, dość odmiennych typach. Wyobrażany jest bądź jako starzec z długą, siwą brodą odziany w szaty żydowskiego sędziego z nakryciem głowy, gdy w obu rękach trzyma duży róg, bądź jako stary człowiek o długich włosach i krótkiej brodzie, z wyciągniętymi w modlitwie dłońmi.

### Dni obchodów
Jego wspomnienie obchodzone jest 20 sierpnia, zarówno w Kościele katolickim, jak i innych kościołach chrześcijańskich. 
W niektórych kościołach Samuel wspominany jest dodatkowo:
- Kościół ormiański: 17 stycznia
- Koptyjski Kościół Ortodoksyjny: 3 czerwca
- Etiopski Kościół Ortodoksyjny: 3 czerwca
- Syryjski Kościół Ortodoksyjny: 10 listopada i 9 grudnia